# الاتحاد البنكي للتجارة والصناعة
الاتحاد البنكي للتجارة والصناعة، هو تاسع بنك تونسي من حيث الإيرادات. أسس البنك في ديسمبر 1961 وهو فرع لمصرف بي إن بي باريبا الفرنسي. يدير البنك شبكة تتكون من 85 فرعا بنكيا عبر تراب الجمهورية  أساسا في المدن الكبرى أين يتواجد أغلب عملاءه الذين ينتمون خصوصا إلى الطبقة البرجوازية. يملك مصرف ب. ن. ب. باريباه 50% من رأس مال البنك وشركة قابضة يمتلكها رجل الأعمال بشير تمرزست مع عائلته 10.9%. يدير البنك منذ 1997 وزير الصناعة السابق صلاح الدين بوقرة. تتبع البنك عدد من الشركات الفرعية من أبرزها الاتحاد التونسي للإيجار المالي والاتحاد البنكي للتجارة والصناعة للمالية المتخصص في الوساطة بالبورصة. يبلغ رأس مال البنك حاليا 50 مليون دينار تونسي فيما بلغت أصوله سنة 2007 1.5 مليار دينار. مدرج منذ 1990 في البورصة التونسية.

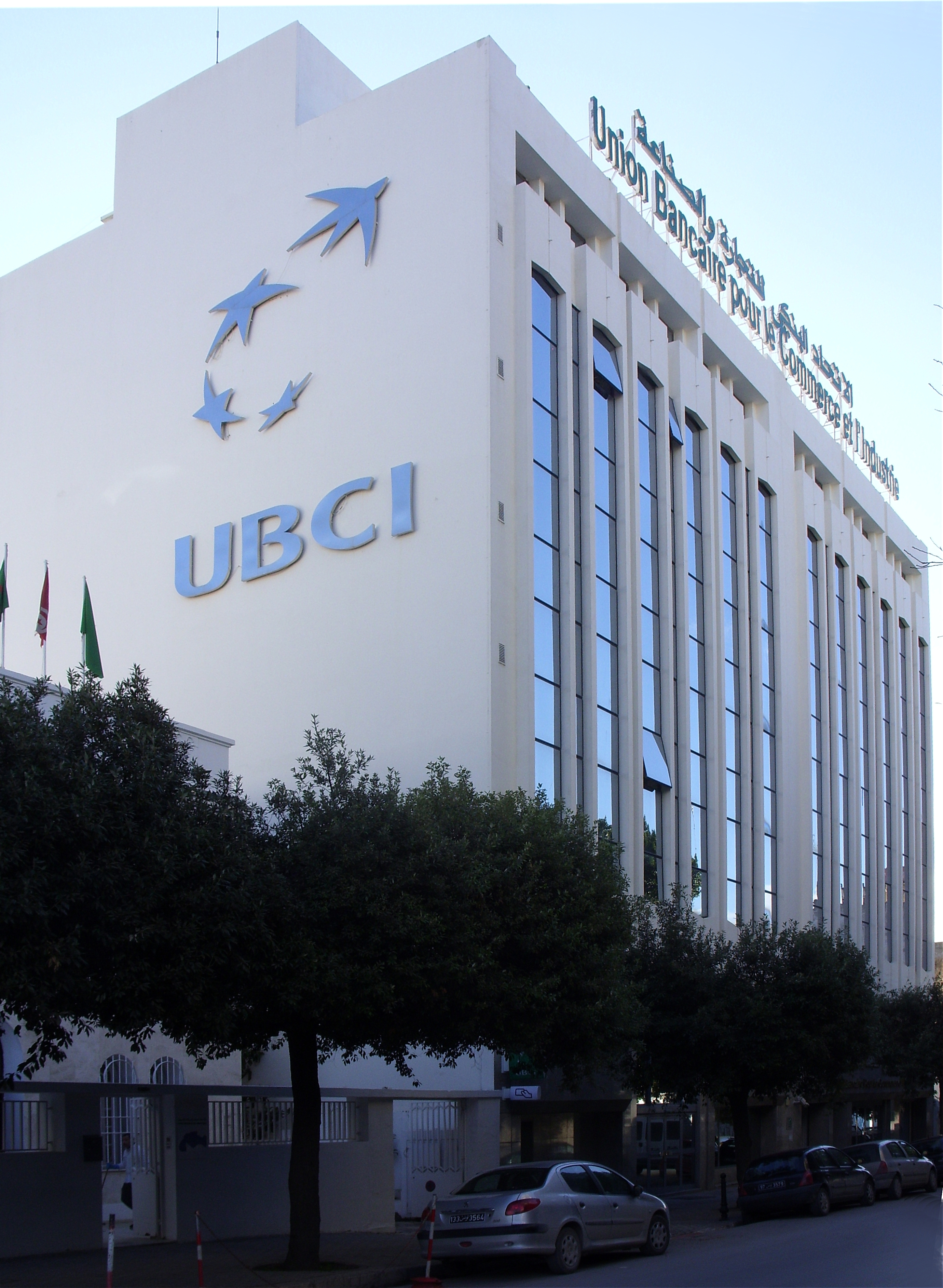
مقر البنك بشارع الحرية وسط العاصمة التونسية